# Córka przeznaczenia
Córka przeznaczenia (hiszp. Niña amada mía) – meksykańska telenowela z 2003 roku. W Polsce emitowana na TVN oraz na TVN 7.

## Obsada
- Karyme Lozano – Isabela Soriano Rivera
- Sergio Goyri – Víctor Izaguirre
- Mercedes Molto – Karina Sánchez de Soriano
- Eric del Castillo –  Clemente Soriano
- Juan Pablo Gamboa – César Fábregas/Armando Sánchez
- Otto Sirgo – Octavio Uriarte
- Mayrín Villanueva – Diana Soriano Rivera
- Ludwika Paleta – Carolina Soriano Rivera
- Julio Mannino – Pablo Guzmán / Pablo Criollo Guzmán
- Roberto Palazuelos – Rafael Rincón del Valle
- Isaura Espinoza – Paz Guzmán de Criollo
- Roberto Ballesteros – Melchor Arrieta
- Antonio Medellín – Pascual Criollo
- Socorro Bonilla – Casilda de Criollo
- Eugenia Cauduro – Julia Moreno
- Rafael del Villar – Pedro Landeta
- Mariagna Prats – Pintora Mariagna Prats
- Luis Gatica –  Jorge Esparza
- Cecilia Gabriela – Consuelo Mendiola de Izaguirre
- Emilia Carranza – Socorro de Uriarte
- Norma Lazareno – Judith Alcázar de Rincón del Valle
- Patricia Martínez – Trinidad "Trini" Osuna
- Myrrah Saavedra – Gloria de Arrieta
- Roberto D’Amico – Lic. Juan Hurtado
- Arlette Pacheco – Zulema Contreras
- Ricardo Vera – Lic. Arizmendi
- Fernando Robles – Sr. Robles
- Oscar Traven – Lic. Oscar Alvarado
- Jan – Arq. Mauricio Barocio
- Janina Hidalgo – Ángeles
- Giovan D’Angelo – Arq. Edgar Toledo
- Yuliana Peniche – Luz Arrieta
- Jorge de Silva – Ringo
- Bibelot Mansur – Sofía "Chofi" Juárez Peña de Landeta
- Citalli Galindo – Dra. Susana Iturbide de Esparza
- Raúl Magaña – Danilo Duarte
- Oscar Ferreti – Horacio Rivero
- José Antonio Ferral – Pedro
- Ramiro Torres – Ignacio "Nacho" Fábregas Moreno
- María Fernanda Rodríguez – Ximena Izaguirre Mendiola
- Marijose Valverde – Pilar "Pili" Izaguirre Mendiola
- Lucía Leyba – Beatriz "Betty"
- Isaac Castro – José "Pepe" Mejía
- Víctor Luis Zúñiga – Juanito
- Víctor Noriega – Servando Uriarte
- Marisol Santacruz – Isabela Lucía Rivera Vda. de Uriarte / de Soriano
- Rafael Amador – Agente Gustavo Pérez
- Sergio Sánchez – Agente Héctor Ibarra
- Fidel Zerda – Santos
- Rubén Morales – Teniente Manuel Arroyo
- Jorge Pascual Rubio – Teniente Luis Ochoa
- Florencia Ferret – Gladys
- Polly – Lcda. Ima Ibáñez